# Giant Robot (Giant Robot)
Giant Robot è un album in studio del gruppo musicale omonimo (progetto musicale creato da Buckethead insieme a Brain), pubblicato nel 1996 esclusivamente per il mercato giapponese.

## Descrizione
Due anni prima, Buckethead pubblicò un album omonimo e per evitare problemi di omonimia i fan chiamano questo album Giant Robot NTT, dalla casa discografica che lo produsse, la NTT Records.
L'album è in parte una rivisitazione di un demo omonimo realizzato da Buckethead nel 1991. Da esso sono stati ripresi i brani Jowls, Giant Robot (originariamente intitolato Giant Robot V. Drackalon), Hog Bitch Stomp, I Love My Parents, Idle Hands (originariamente Idle Hands Are The Devil's Workshop) e Scraps. I Love My Parents era stata anche precedentemente pubblicata nell'album di debutto di Buckethead, Bucketheadland, mentre Jowls e Scapula sono state in seguito riproposte nell'album di Buckethead Monsters and Robots (1999). 
Essendo stato prodotto in quantità limitata, l'album è considerato una rarità dai fan e per questo molti collezionisti sono disposti a pagare alte cifre pur di entrare in possesso di una copia in ottime condizioni. Poiché l'album contiene numerosi clip audio non autorizzati tratti da diversi film (come ad esempio Arancia meccanica) è improbabile che venga ristampato. Infatti l'amico e collaboratore di Buckethead, Travis Dickerson, affermò che «non solo ci sono problemi di copyright e proprietà; negli anni, si è sviluppata una mitologia della ricerca, un effetto El Dorado che ha acquisito un proprio valore. Perciò credo che la situazione non cambierà nel prossimo futuro».

## Tracce
1. Jowls – 4:21
2. Giant Robot – 5:56
3. Hog Bitch Stomp – 1:19
4. Binge Buddies – 3:25
5. Sally – 3:44
6. I Love My Parents – 1:52
7. Idle Hands – 1:01
8. Well, Well, Well – 3:50
9. Scraps – 6:02
10. Mrs. Beasley – 3:56
11. Scapula – 4:15
12. The Void – 4:14
13. Chicken Boy – 11:23

## Formazione
- Buckethead – chitarra
- Brain – batteria
- Pete Scaturro – tastiera